# Porrogszentpál
Porrogszentpál község Somogy vármegyében, a Csurgói járásban, a Zalaapáti-hát területén.

## Fekvése
A település Csurgótól északnyugatra, Porrog és Somogybükkösd között fekszik; közigazgatási területén áthalad a Porrogszentkirály-Surd közti 6813-as út, de központja csak arról dél felé leágazva, egy önkormányzati úton érhető el. Porrog irányában található a híres Hétszergörbe, ami nem más, mint maga a hét jellegzetes kanyart leíró országút.

## Története
Porrogszentpált először 1443-ban említették írásban, akkor Kyszenthpal írásmóddal. A 15. század közepén a Kanizsaiaké, 1461-71-ben Zenthpal alakban fordult elő a Debrentei Himfi család birtokaként, majd az 1486-1488. közötti években a berzenczei uradalomhoz tartozott. Az 1536-1550. évi adólajstromokban Kys-Zent-Pal alakban fordult elő mint Zalay Kelemen birtoka. Az 1565-66. évi török kincstári adólajstromokban csak egy házzal volt felvéve. 1598-1599-ben Dersffy Ferenc volt a földesura. 1757-ben már puszta és ekkor Szalay János birtoka. 1776-ban a Seger család birtokolta, később pedig a Zichy család birtokában volt, akiknek még a 20. század elején is jelentős birtokaik voltak a környéken.

## Közélete

### Polgármesterei
- 1990–1994: Csányi József (független)[4]
- 1994–1998: Csányi József (független)[5]
- 1998–2002: Csányi József (független)[6]
- 2002–2006: Ifj. Szabó János (független)[7]
- 2006–2010: Ifj. Szabó János (független)[8]
- 2010–2014: Szabó János (független)[9]
- 2014–2019: Szabó János (független)[10]
- 2019–2024: Szabó János (független)[11]
- 2024– : Szabó János (független)[1]

(Megjegyzés: a polgármester személye a 2002-es és 2019-es választások között nem változott, csak 2010-től elhagyta az "ifj." kitételt a neve elől.)

## Népesség
A település népességének változása:
| Lakosok száma | 79   | 78   | 75   | 72   | 63   | 69   | 70   |
|               | 2013 | 2014 | 2015 | 2021 | 2022 | 2023 | 2024 |

A 2011-es népszámlálás során a lakosok 97,6%-a magyarnak, 1,2% horvátnak mondta magát (2,4% nem nyilatkozott; a kettős identitások miatt a végösszeg nagyobb lehet 100%-nál). A vallási megoszlás a következő volt: római katolikus 52,4%, református 2,4%, evangélikus 29,8%, felekezet nélküli 8,3% (6% nem nyilatkozott).
2022-ben a lakosság 93,7%-a vallotta magát magyarnak, 3,2% németnek (6,3% nem nyilatkozott; a kettős identitások miatt a végösszeg nagyobb lehet 100%-nál). Vallásuk szerint 31,7% volt római katolikus, 19% evangélikus, 4,8% református, 6,3% egyéb keresztény, 3,2% felekezeten kívüli (34,9% nem válaszolt).

## Nevezetességei
A faluban a népi építészet emlékei, a vakolatdíszes régi házak jelentik a fő nevezetességet, valamint egy emeletes magtár és a harangtorony, aminek falára a falu világháborús hőseinek emléktábláját is elhelyezték. A környéken több védett növény is él, például a sárga kikerics és a tavaszi tőzike.

## Képek

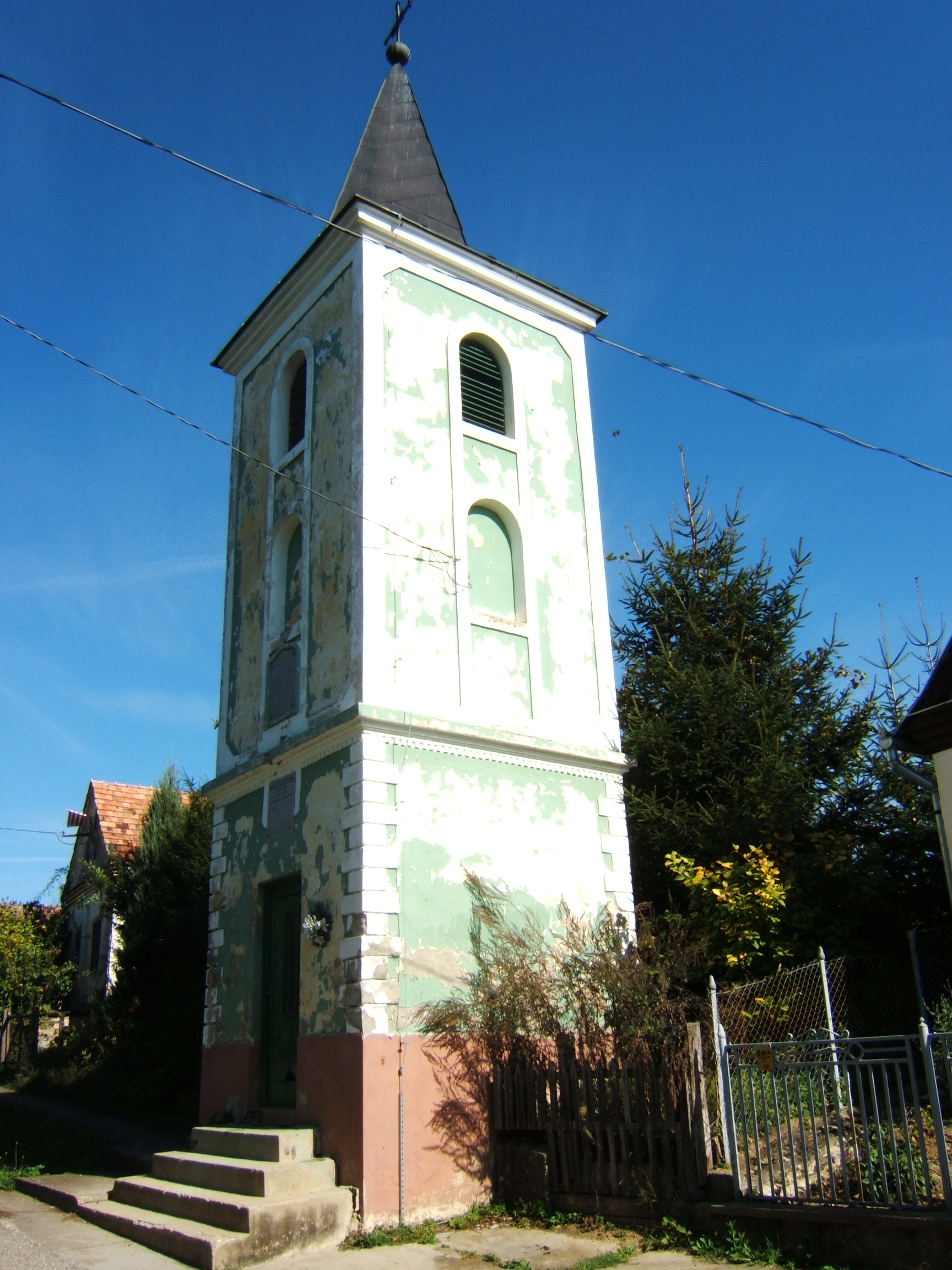
Harangtorony
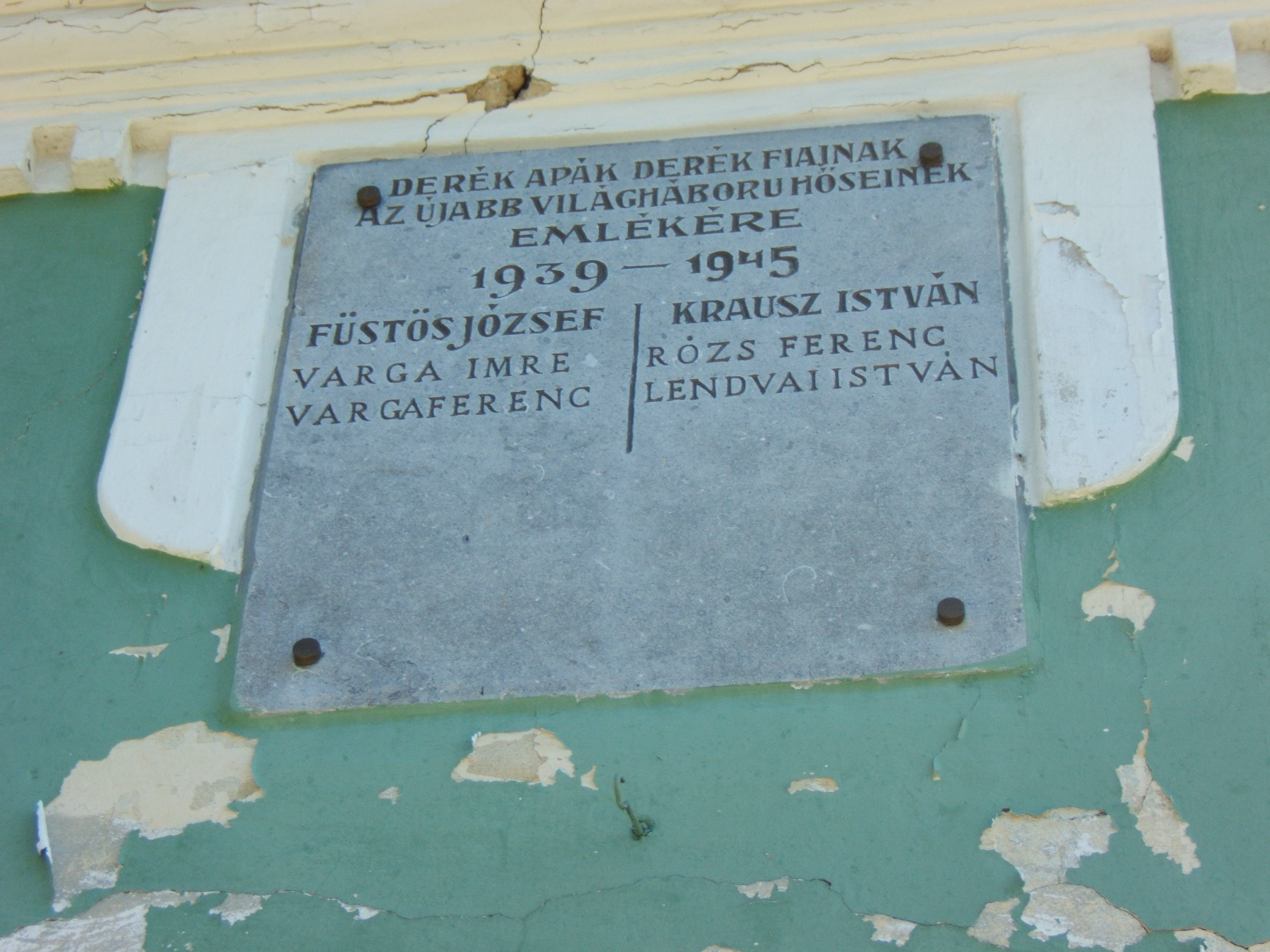
Világháborús hősök emléktáblája